# Ханаджира

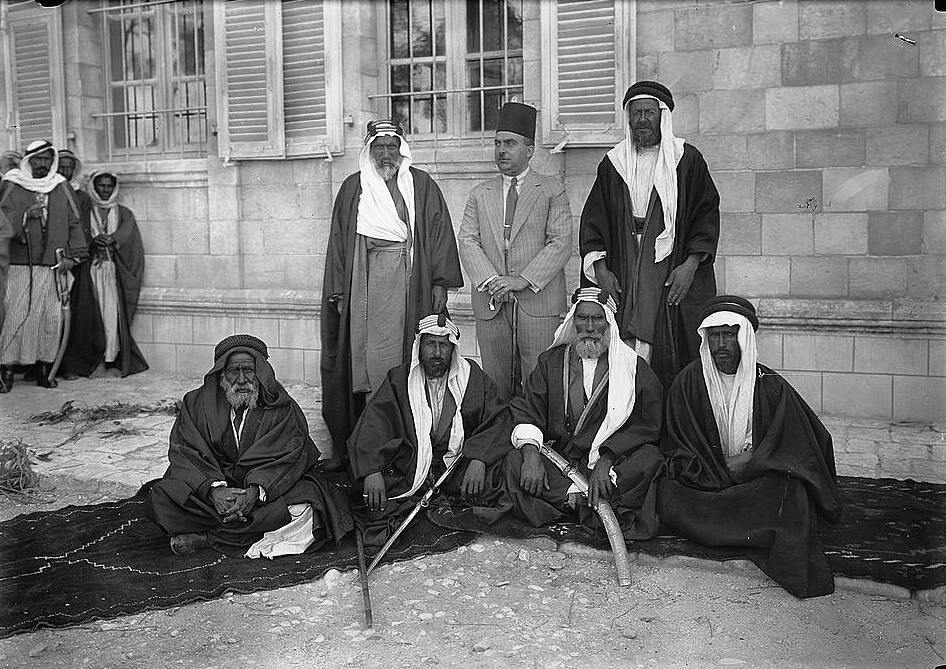
Члены племени Ханаджира в Беэр-Шеве. Третий слева — шейх Фрейх Абу Миддин, вождь племени Ханаджира. В центре стоит Ареф аль-Ареф, палестинский журналист, а позднее мэр Восточного Иерусалима.

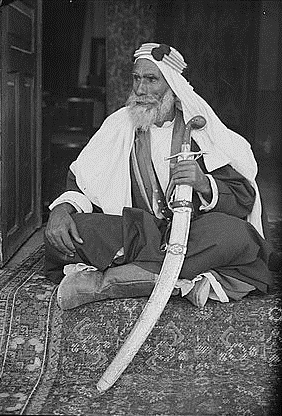
Вождь племени шейх Фрейх Абу Миддейн во время пребывания на посту мэра Беэр-Шевы, начало 1920-х годов.

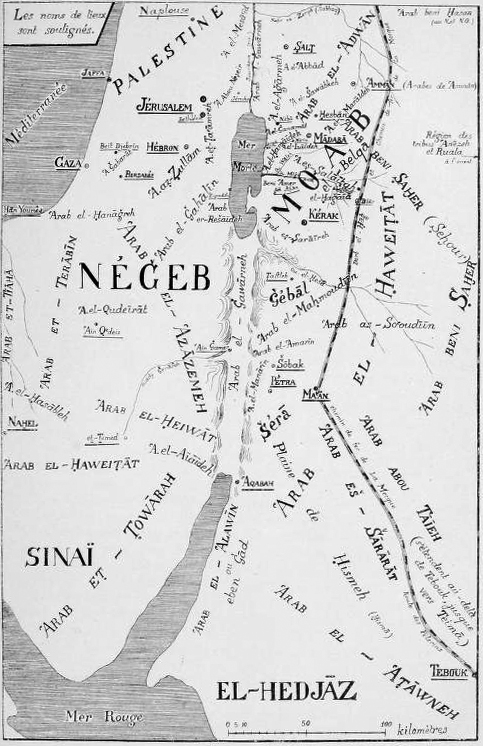
Карта бедуинских племен, населяющих пустыню Негев, 1908 года. На карте Аль-Ханаджира обозначена как «Араб аль-Ханагре».

Аль-Ханаджира (также Араб аль-Ханаджира, аль-Ханаджра или эль-Ханаджре) — одно из основных бедуинских племён (племенных союзов), населявших пустыню Негев до арабо-израильской войны 1948 года (наряду с Ахайват, Азазима, Джабарат, Тарабин, Тийаха, Саадийун и Джаххалун). Территория племени простиралась с севера на юг между Дейр-эль-Балахом и Газой и на восток до земель бедуинов Тарабин, пересекая линию Хиджазской железной дороги. В период британского мандата территория была разделена между Газой и Беэр-Шевой. Самым крупным кланом был Абу Миддейн. В британской переписи населения Палестины 1931 года численность Абу Миддейна составляла 1419 человек, Нусейрата — 1104 человека, Сумейри — 772 человека, а ад-Давахры — 461 человек; итого общая численность населения достигла 3735 человек. К лету 1946 года население увеличилось до 7125 человек. В 1981 году население в секторе Газа составляло около 10 000 человек.

## История
В 1830 году губернатор Газы из Акко Абдулла-паша сосредоточил свои силы для подавления восстания в Джебель-Наблусе, оставив Газу и Негев относительно незащищенными. Племя Бани Аттия из Вади-эль-Араба попыталось воспользоваться отсутствием государственной власти и вторглось на территории бедуинских племен Негева, включая равнины Беэр-Шевы, без разрешения Салмана Али Аззама аль-Хузейля, вождя племени Тияха этого района. Аль-Хузайл впоследствии сформировал коалицию с ханаджира и после четырёх сражений (в Вади Арара, Телль-Рахиме, Вади Абу Тулуле и аль-Машаше) изгнал Бани Аттия. Фонд исследования Палестины сообщил, что в конце XIX века ханаджира выращивали табак и арбузы в Хирбет-Эмкемене между Хан-Юнисом и Рафахом.
В период британского мандата с 1920 по 1947 год верховным вождем племени аль-Ханаджира и одним из влиятельных вождей племен в Негеве был шейх Фрейх Фархан Абу Миддейн. Он служил в британской армии во время Первой мировой войны, а после установления мандата был назначен в Племенной суд и Консультативный совет Верховного комиссара. В начале 1920-х годов он стал мэром Беэр-Шевы, а в 1922 году стал членом Законодательного совета. Главой Нусейрата в этот период был шейх Айш Фархан аль-Мсаддар, которого в 1940 году сменил шейх Фрейх аль-Мсаддар
В 1946 году шейх Фрейх аль-Мсаддар стал крупной фигурой в Палестинской арабской партии Джамаля аль-Хусейни в регионе Беэр-Шева и в финансовом комитете Высшего арабского комитета . В апреле 1948 года шейх Фрейх аль-Мсаддар был среди видных деятелей, которые приветствовали добровольцев из «Братьев-мусульман», прибывших из Египта для борьбы с израильскими войсками в Палестине. Главой племени Сумейри в период Мандата был Селим Абдулла аль-Сумейри, которого сменил шейх Джума аль-Сумейри, а главой аль-Давадра был Ахмад Абу Дахер.
К 1948 году ханаджира в значительной степени превратилась в оседлую сельскохозяйственную общину. После главного наступления израильской армии (операции Хорев) на египетские войска в районе Газы и захвата ей западной части пустыни Негев в конце декабря 1948 года во время Войны за независимость Израиля израильтяне изгнали кланы Абу Миддейн, Сумейри и ад-Давахара в сектор Газа, в то время как кланы Нсират были изгнаны либо в сектор Газа, либо в Иорданию. После Шестидневной войны 1967 года многие представители племени Нсират были выселены израильскими властями и переселены в Иорданию.
Фрейх Мустафа Абу Миддейн, внук бывшего главы клана Абу Миддейн шейха Фрейха Фархана, был назначен министром юстиции тогдашним председателем Палестинской автономии Ясиром Арафатом в 1990-х годах.

## Образование
В 1947 году из 7125 человек клана аль-Ханаджира грамотными были 500 человек. Они посещали две школы: школу Ханаджират Абу Миддейн, основанную в 12 километрах к югу от Газы в 1924 году, и школу Нусейрат, основанную в 5 километрах к востоку от Дейр-эль-Балаха в 1944 году. Первая была разделена на четыре класса с одним педагогом и имела 75 учеников, в то время как вторая была разделена на три класса и в ней обучались 69 учеников.